# Glashütte (Baruth/Mark)
Glashütte ist ein Gemeindeteil von Klasdorf (Ortsteil der Stadt Baruth/Mark) im Landkreis Teltow-Fläming in Brandenburg, Deutschland.

## Geographie
Glashütte liegt rund 45 Kilometer von der Südgrenze der Stadt Berlin und rund fünf Kilometer südöstlich von Baruth entfernt im Niederungsgebiet des Baruther Urstromtals. Der Gemeindeteil des unmittelbar benachbarten Klasdorf hat als weitere Nachbarorte, die ebenfalls Ortsteile von Baruth sind, (im Uhrzeigersinn, von Nordwesten beginnend) Klein Ziescht, Radeland und Dornswalde sowie Rietz-Neuendorf (Landkreis Oder-Spree) und Golßen (Landkreis Dahme-Spreewald).

## Geschichte

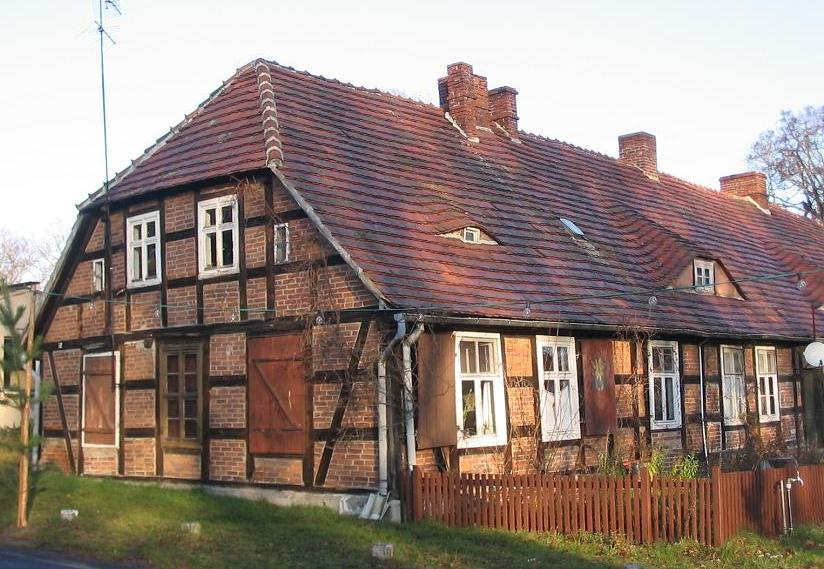
Arbeiterhaus im Dorf

Im Jahr 1716 veranlasste Friedrich Sigismund II., Graf zu Solms-Baruth, die Errichtung der Glasmachersiedlung Glashütte. Die Siedlung bestand damals aus ein paar Wohnungen für die Belegschaft des Werkes, einer Schule, einer Gastwirtschaft, der Försterei und den zu den Wohnhäusern gehörenden Hausgärten. Sie wurde erstmals urkundlich im Jahr 1722 als Eine Glaßhütte nahe hinter Glaßdorff, bei Claaßdorf erwähnt und gehörte zur Standesherrschaft Baruth. Im Jahr 1837 standen dort acht Wohnhäuser. Neben den Glasmachern arbeitete dort im Jahr 1840 ein Tischler oder Formenmacher. Im Jahr 1858 standen im Ort ein öffentliches sowie 13 Wohn- und 23 Wirtschaftsgebäude, darunter die Glashütte mit Glasschleiferei. Die Gehöfte nahmen dabei eine Fläche von 47 Morgen ein. 1879 wird die Glashütte Baruth im erstmals amtlich publizierten General-Adressbuch der Ritterguts- und Gutsbesitzer, Ausgabe Königreich Preußen, Provinz Brandenburg, erwähnt, mit einer Fläche 3170,5 ha. Baruth-Glashütte galt damals als nicht kreistagsfähiges Gut, war also kein klassisches Rittergut, unabhängig von der Zugehörigkeit zu Schloss Baruth. Im Jahr 1900 waren es 15 Häuser auf 3286,4 Hektar. Glashütte und die verpachtete Glasfabrik werden 1929 als Teil der Herrschaft Baruth des Fürsten zu Solms-Baruth aufgeführt. Der Gutsbezirk wurde im Jahr 1929 in eine Gemeinde umgewandelt und dabei der weitaus größte Teil der Fläche mit dem Gutsbezirk Baruth Forst vereinigt. Übrig blieb lediglich eine Gemarkung von 20,3 Hektar. Zwei Jahre später wurde Glashütte Landgemeinde mit 59 Haushaltungen in 12 Wohnhäusern. Nach dem Zweiten Weltkrieg wurden 44,7 Hektar Fläche enteignet, darunter 25 Hektar Wald, sechs Hektar Wiese und Weide, fünf Hektar Acker, zwei Hektar Gärten sowie sechs Hektar Hofräume. Von diesen Flächen gingen 19,7 Hektar an das Land Brandenburg sowie 25 Hektar Wald an die Gemeinde. Diese wurde im Jahr 1950 als Ortsteil nach Klasdorf eingemeindet, der Betrieb in einen VEB umgewandelt. Noch bis 1980 wurde hier Glas hergestellt. Im Jahr 1983 bestand im Ort lediglich noch die Revierförsterei. Am 31. Dezember 2001 wurde Glashütte als Gemeindeteil von Klasdorf zusammen mit Dornswalde, Paplitz, Petkus und Schöbendorf in die Stadt Baruth eingemeindet.

### Bevölkerungsentwicklung
| Jahr      | 1837 | 1858 | 1871 | 1885 | 1895 | 1905 | 1925 | 1939 | 1946 |
| Einwohner | 202  | 348  | 440  | 333  | 266  | 219  | 190  | 161  | 199  |

## Museumsdorf Baruther Glashütte
Glashütte besitzt als über die Amtsgrenzen hinaus bekannte Sehenswürdigkeit das Museumsdorf Glashütte als in der Denkmalliste des Landes Brandenburgs eingetragenes Baudenkmal. Sämtliche Gebäude im Ort stehen unter Denkmalschutz. Das Dorf wird größtenteils vom Museumsverein Glashütte e. V. verwaltet. Im Dorf selbst haben sich Gewerbetreibende niedergelassen, die meist altes Handwerk betreiben.

## Söhne und Töchter des Ortes
- Reinhold Burger, geboren 1866 in Glashütte, Erfinder der Thermosflasche